# フランス人民戦線
人民戦線（じんみんせんせん、仏: Front populaire）は、1936年から1937年までフランスにて存続して「反ファシズム」を掲げたフランス社会党、急進社会党、フランス共産党など諸政党の連合政権。

## 経緯
フランスでは社会党と共産党が路線を巡り激しく対立していた。一方、国内では国際競争力が低下し、倒産、失業が増え経済状況は悪化していた。当時のフランス政界は汚職事件が相次ぐなど腐敗していた（スタヴィスキー事件）。そのようななか、右派ファシズム勢力が台頭し、共産主義の恐怖と議会政治の腐敗を激しく攻撃していた。1934年2月6日には腐敗政治打破、議会政治の停止を叫んで警官隊と衝突し多数の死者を出す騒擾事件が発生した（1934年2月6日の危機）。
これを憂慮する知識人や労働組合の中に議会政治と民主主義を守る左派政党の統一戦線をつくることを望む声が強くなってきた。1934年2月12日には社会党と共産党の双方が協力してゼネストとデモが行われた。これがきっかけとなり、共産党、社会党らは1934年7月14日に会合して協定を締結した。
1935年6月、社会党・共産党・急進社会党の三党が加わり、「人民連合全国委員会」（フランス人民戦線）が結成され、7月14日、「パンと平和と自由」をスローガンに三党と労働総同盟などの労働団体、反ファシズム知識人監視委員会などの人権団体、知識人など50団体がパリに集結した。フランス人民戦線は以下の綱領を発表した。
- ファシスト団体の活動禁止
- 政治の健全化
- 言論、結社、学問、信仰の自由の保障
- 国営ラジオ局の開設
- 義務教育の無償、学校の政治的・宗教的中立化
- 侵略に対する制裁などの国際協力
- 軍縮による非武装平和
- 兵器の民間取引を禁止
- 秘密外交の排除
- 低下した購買力の回復
- 十分な退職金制度・労働時間短縮などの労働改革
- 穀物の投機取引の制限
- 銀行規制
- フランス銀行の国有化

ただし植民地関連は調査委員会を設置するだけだった。インドシナとアルジェリアではすでに反仏運動が始まっていたが、多くのフランス人らは植民地にはほとんど無知だった。
また当時共産主義打倒を主張していたナチス・ドイツへの警戒もあり、同年仏ソ相互援助条約を締結する。

## 政権獲得

1936年の総選挙結果

1936年の総選挙では共産党をはじめとする左派政党が373議席で圧勝し、反人民戦線派は合計で248議席にとどまった。これにより現代政治史上初の革命によらない社会主義政権が誕生した。新首相には社会党のレオン・ブルムが就任した。共産党は閣外協力という形で政権に参加した。またこのとき女性3名が入閣している。フランス史上初めての女性閣僚であったが、婦人に投票権が与えられたのは1944年になってからである。
人民戦線内閣樹立に乗じて、労働者のストライキが多発した。ブルム内閣は、ラジオ演説でストライキの収束と労使調停に乗り出し、賃金の引き上げなど労使協定の締結で妥結した。
ブルム内閣は、週40時間労働、年二週間の有給休暇、官吏待遇・恩給制度の改善などを次々と議会に上程、成立させていった。
一連の労働者待遇向上策は、国内製造コストが増大してフランス製品の輸出が振るわなくなった。そのため資本家主導によりフラン平価の切り下げを行い輸出増を図ったが、労働者の実質賃金は急速に低下した。
さらに1936年7月に発生したスペイン内戦への対応をめぐって、不干渉を主張するエドゥアール・ダラディエの率いる急進党と、積極的な人民戦線政府支援を求めるフランス共産党の関係は悪化し、1937年6月にブルム内閣は総辞職し、フランスの人民戦線は崩壊した。